# Scaphosepalum ovulare
Scaphosepalum ovulare är en orkidéart som beskrevs av Carlyle August Luer. Scaphosepalum ovulare ingår i släktet Scaphosepalum och familjen orkidéer. Inga underarter finns listade i Catalogue of Life.